# Sematophyllum calamicola
Sematophyllum calamicola är en bladmossart som beskrevs av Koji Yano 1989. Sematophyllum calamicola ingår i släktet Sematophyllum och familjen Sematophyllaceae. Inga underarter finns listade i Catalogue of Life.